# Charleston Open 2023
Charleston Open 2023 a fost un turneu profesionist de tenis feminin care s-a disputat pe terenuri cu zgură verde. A fost cea de-a 50-a ediție a evenimentului și un turneu de nivel WTA 500 în Circuitul WTA 2023. A avut loc la Family Circle Tennis Center din Charleston, Statele Unite, între 3 și 9 aprilie 2023. Este singurul turneu care se joacă pe zgură verde.

## Campioni

### Simplu
Pentru mai multe informații consultați Charleston Open 2023 – Simplu

### Dublu
Pentru mai multe informații consultați Charleston Open 2023 – Dublu

## Puncte și premii în bani

### Puncte
| Probă          | C   | F   | SF  | QF  | R16 | R32 | R64 | Q   | Q2  | Q1  |
| Simplu feminin | 470 | 305 | 185 | 100 | 55  | 30  | 1   | 25  | 13  | 1   |
| Dublu feminin  | 470 | 305 | 185 | 100 | 1   | N/A | N/A | N/A | N/A | N/A |

### Premii în bani
| Probă          | C        | F       | SF      | QF      | R16    | R32    | R64    | Q2     | Q1     |
| Simplu feminin | $158,800 | $98,190 | $49,600 | $19,400 | $9,900 | $5,420 | $3,980 | $2,400 | $1,230 |
| Dublu feminin  | $42,650  | $25,900 | $14,720 | $7,650  | $4,600 | N/A    | N/A    | N/A    | N/A    |